# Herbert Heinicke
Herbert Theodoro Heinicke (* 14. März 1905 in Porto Alegre, Brasilien; † 4. April 1988 in Hamburg) war ein deutscher Schachspieler.

## Leben
Seine Kindheit verbrachte er in Brasilien, wo er als Sohn von reichen Großgrundbesitzern geboren wurde. 1914 wurden Heinickes Eltern enteignet, und die Familie kehrte nach Deutschland zurück, wo sie zunächst in Wiesbaden, später in Arnstadt lebte. Heinicke besuchte das Gymnasium in Erfurt und bestand 1924 das Abitur. Ein Studium war aber wegen der Enteignung der Familie nicht finanzierbar.
Anschließend absolvierte er in Hamburg eine Banklehre und arbeitete als Angestellter bei einer Kaffee-Importfirma. Von seinem Arbeitgeber finanziell unterstützt, wagte Heinicke 1937 den Schritt in die Selbständigkeit und gründete eine Firma für Edelstahl, die er bis ins hohe Alter leitete.
1988 starb Herbert Heinicke nach einem Herzinfarkt. Er wurde auf dem Friedhof Nienstedten beigesetzt.

## Schachlicher Werdegang
Heinicke lernte in Arnstadt Schach vom Anderssen-Schüler Fritz Riemann. Nach seinem Umzug nach Hamburg trat er dem Hamburger SK bei und hatte in den 1930er Jahren nach Änderung des Vereinsrechts durch die Nationalsozialisten großen Einfluss auf die Vereinsleitung. Heinicke wurde von seinen Zeitgenossen als überzeugter Nationalsozialist beschrieben. Mit dem Hamburger SK wurde er 1956 und 1958 Deutscher Mannschaftsmeister wurde. 1972 war er Gründungsmitglied der Schachabteilung des Ruder-Clubs Favorite Hammonia, der er bis zu seinem Tod angehörte.
Heinicke gewann nach eigener Angabe siebzehn Mal die Hamburger Meisterschaft und nahm zwischen 1934 und 1970 an acht deutschen Meisterschaften teil. Sein größter Erfolg war der Gewinn der Vizemeisterschaft 1953. Auch in internationalen Turnieren schnitt er erfolgreich ab (z. B. Dritter in Bad Elster 1939 hinter Erich Eliskases und Josef Lokvenc, Turniersieg in Graz 1941, zweite Plätze in Oldenburg 1948 und Travemünde 1951), so dass er 1953 zum Internationalen Meister ernannt wurde. In München 1936 und Helsinki 1952 vertrat er die deutsche Mannschaft auf den Schacholympiaden, darüber hinaus gehörte er in mehreren Freundschaftskämpfen und bei der Europäischen Mannschaftsmeisterschaft 1957 zur deutschen Auswahl.
Obwohl sich Heinicke aufgrund seiner beruflichen Tätigkeit nach 1955 kaum noch an Turnieren beteiligte, war er bis ins hohe Alter ein starker Spieler. Bis 1982 spielte er mit der Mannschaft der Schachabteilung des Ruderclubs Favorite Hammonia Hamburg in der ersten Bundesliga, von 1982 bis 1987 in der zweiten Bundesliga.

## Sonstiges
Heinicke widmete sich auch aktiv dem Boxsport. Hier wurde er deutscher Vizemeister im Leichtgewicht.